# 1551

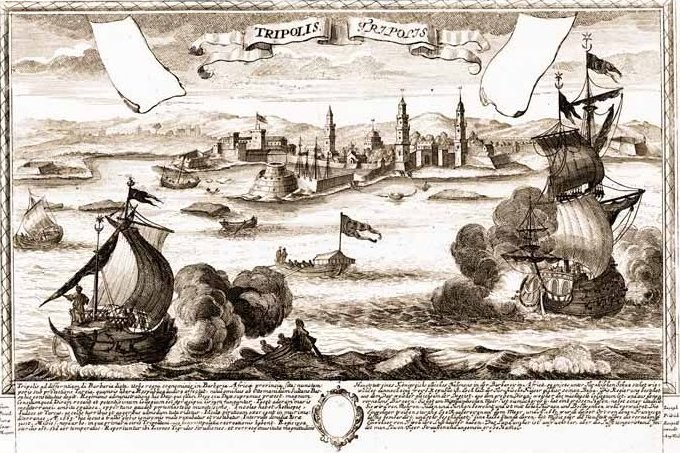
Beleg van Tripoli

Het jaar 1551 is het 51e jaar in de 16e eeuw volgens de christelijke jaartelling.

## Gebeurtenissen
mei
- 12 - Officiële stichting van de Nationale Universiteit van San Marcos in Peru, de eerste universiteit in Amerika, door koninklijk besluit van Keizer Karel V.

juli
- 8 - Willem van Oranje trouwt met Anna van Buren.
- juli - Invasie van het eiland Gozo door het Ottomaanse Rijk.
- juli - Oprichting van de eerste Friese veencompagnie door Pieter van Dekema, Johan van Cuyck en Floris Foeyts, de heren naar wie het dit jaar gestichte Heerenveen wordt genoemd.

augustus
- 10-15 - Beleg van Tripoli. De Ottomanen onder Sinan Pasha veroveren Tripoli op de Orde van Malta. Stichting van de Ottomaanse provincie Tripolitanië.

september
- 21 - Officiële stichting van de Koninklijke en Pauselijke Universiteit van Mexico in Mexico-Stad, de eerste universiteit in Noord-Amerika, door koninklijk besluit van Keizer Karel V.
- 26 - Begin van de Italiaanse Oorlog. De Franse koning Hendrik II verklaart de oorlog aan Keizer Karel V.

zonder datum
- Ottomaanse aanval op Gozo.
- Verdrag van Weißenburg: Ferdinand van Oostenrijk wordt erkend als koning van Hongarije.
- Oprichting van de Pauselijke Universiteit Gregoriana.
- In China wordt uitvaren met grotere schepen en buitenlandse handel verboden.
- Anne van Montmorency wordt verheven tot hertog.
- In Engeland wordt de Moskovische Handelscompagnie opgericht om de Noordoostelijke Doorvaart te zoeken.
- Beleg van Toishi: Takeda Shingen neemt het kasteel Toishi in.
- Guillaume Le Testu verkent de kust van Brazilië.
- Begin van de graving van de Schoterlandse Compagnonsvaart.

## Beeldende kunst

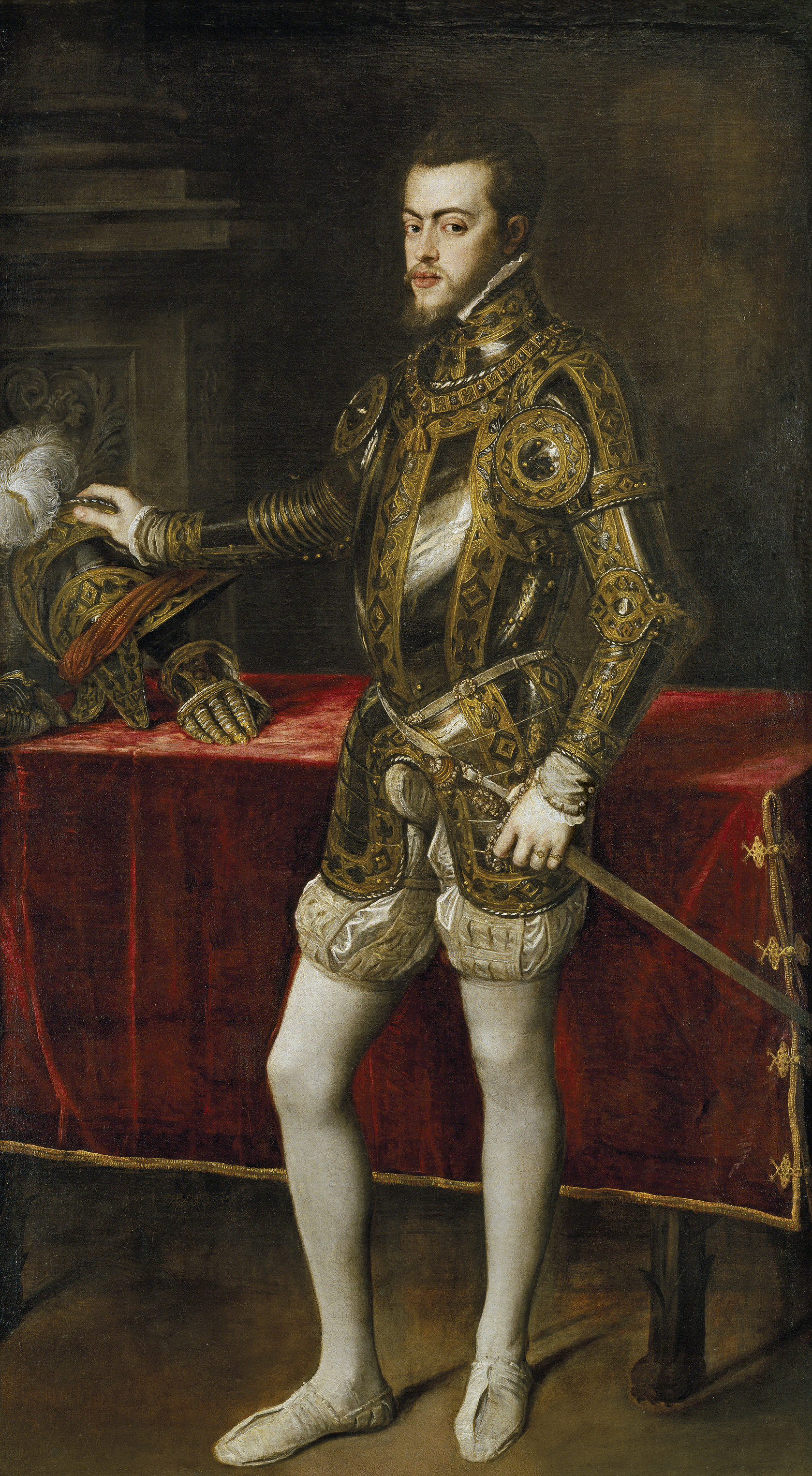
Titiaan: Portret van Filips II
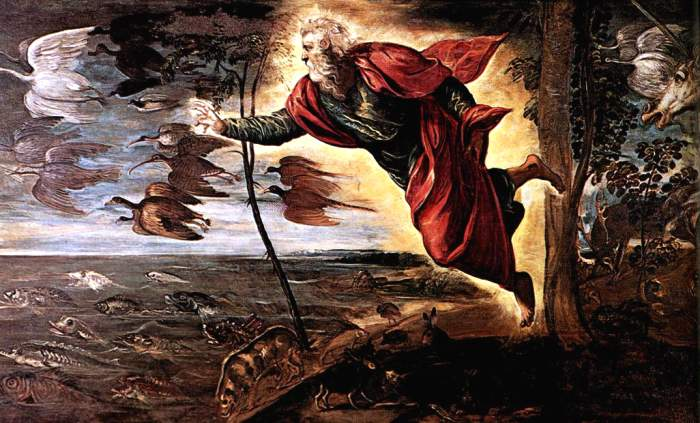
Jacopo Tintoretto: De schepping der dieren
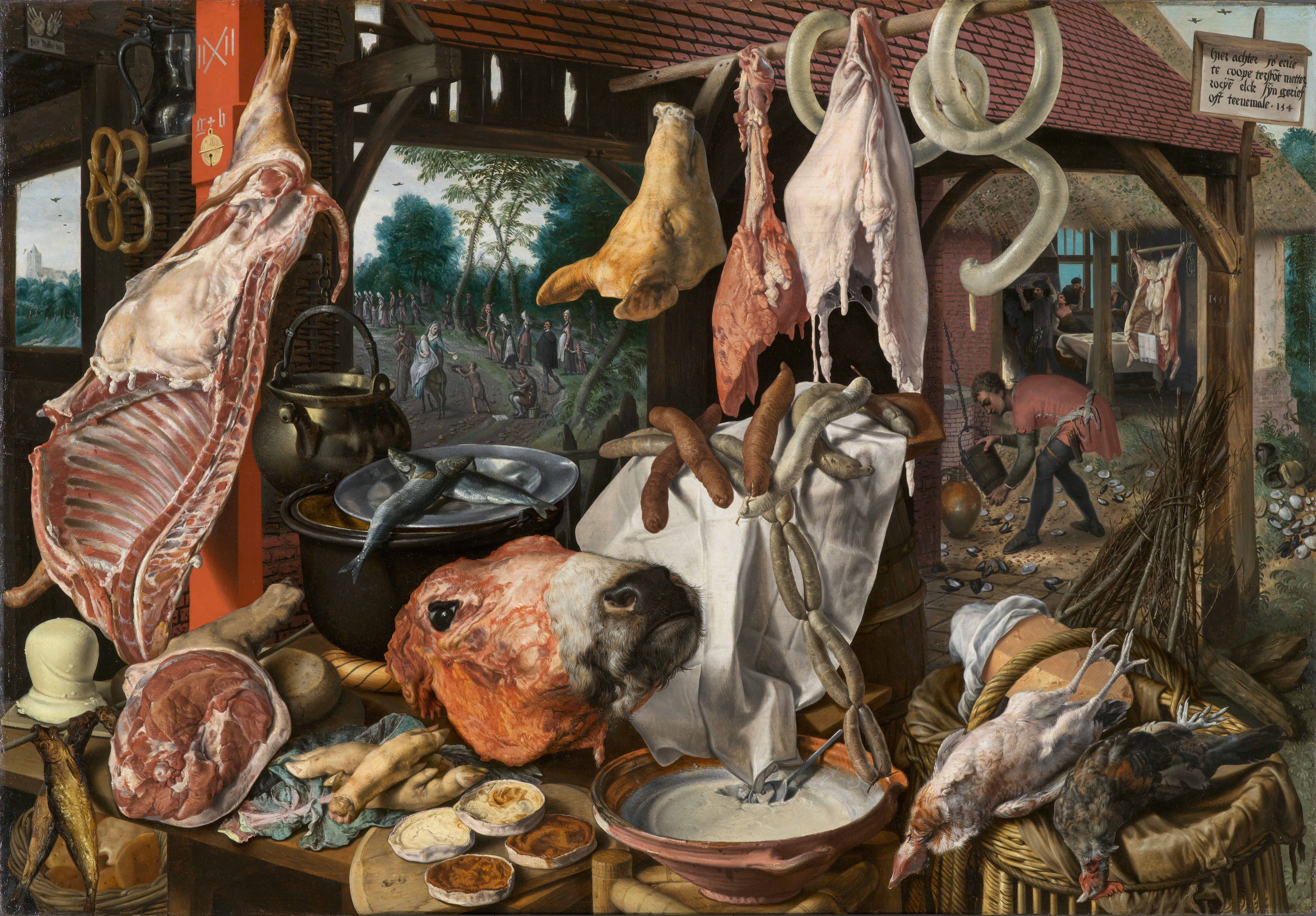
Pieter Aertsen: Vleesstal met in de achtergrond de vlucht naar Egypte
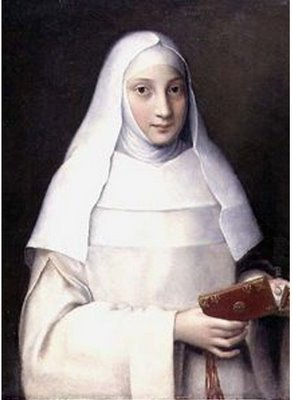
Sofonisba Anguissola: Portret van Elena Anguissola

## Opvolging
- Anhalt-Zerbst: Johan IV opgevolgd door zijn zoons Karel, Joachim Ernst en Bernhard VII onder regentschap van hun ooms George van Anhalt-Plötzkau en Joachim van Anhalt-Dessau
- Brunswijk-Grubenhagen: Filips I opgevolgd door zijn zoon Ernst III
- Generalitat de Catalunya: Michiel van Oms en Sentmenat opgevolgd door Onofre de Copons i de Vilafranca
- Liegnitz: Frederik III opgevolgd door zijn zoon Hendrik XI onder regentschap van diens oom George II van Brieg
- Longueville en Neuchâtel - Frans III opgevolgd door zijn oom Eleonor van Rothelin
- Opper-Palts (stadhouder): Wolfgang opgevolgd door Wolfgang van Palts-Zweibrücken

## Afbeeldingen

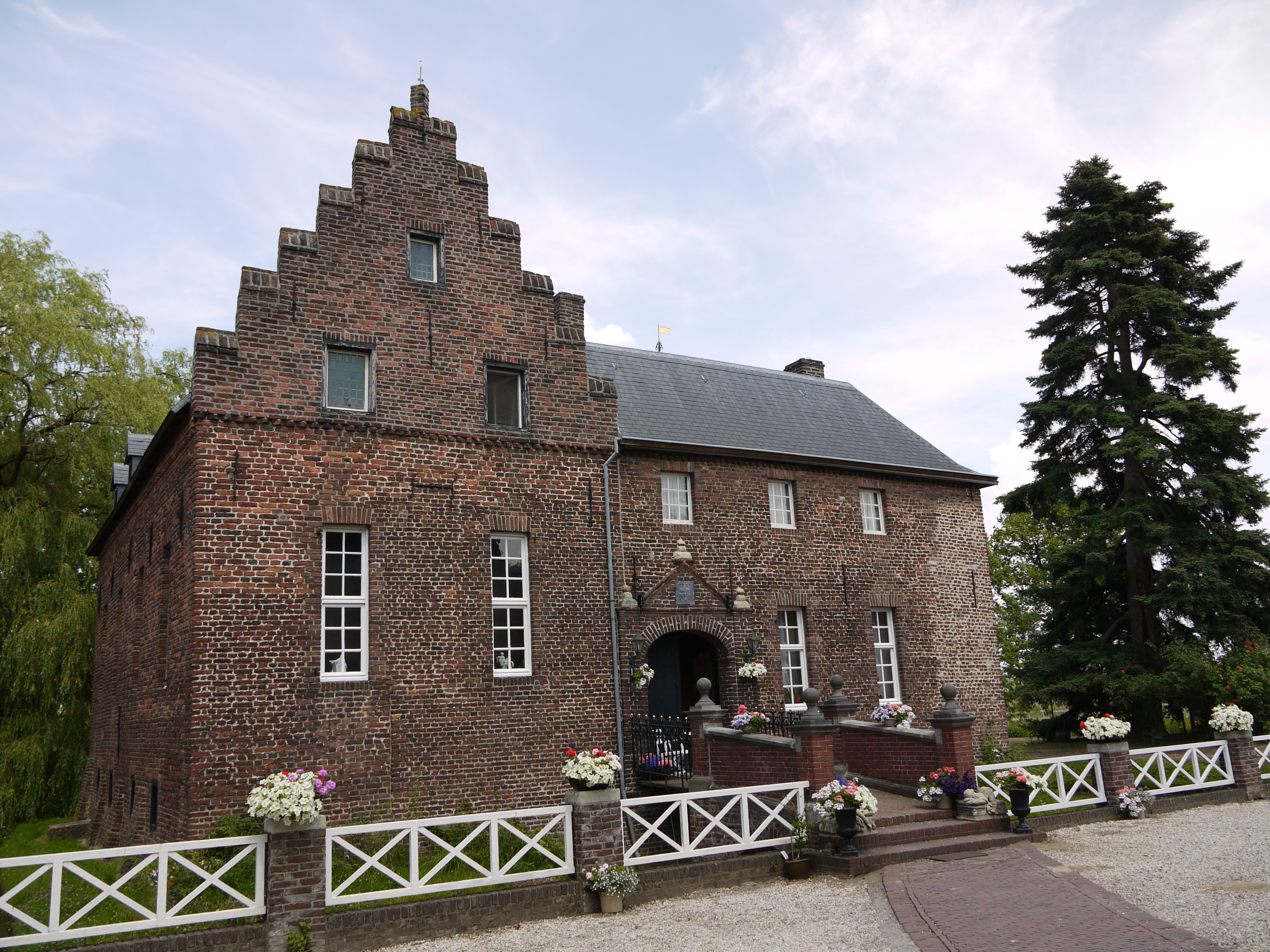
Kasteel Borggraaf, Lottum
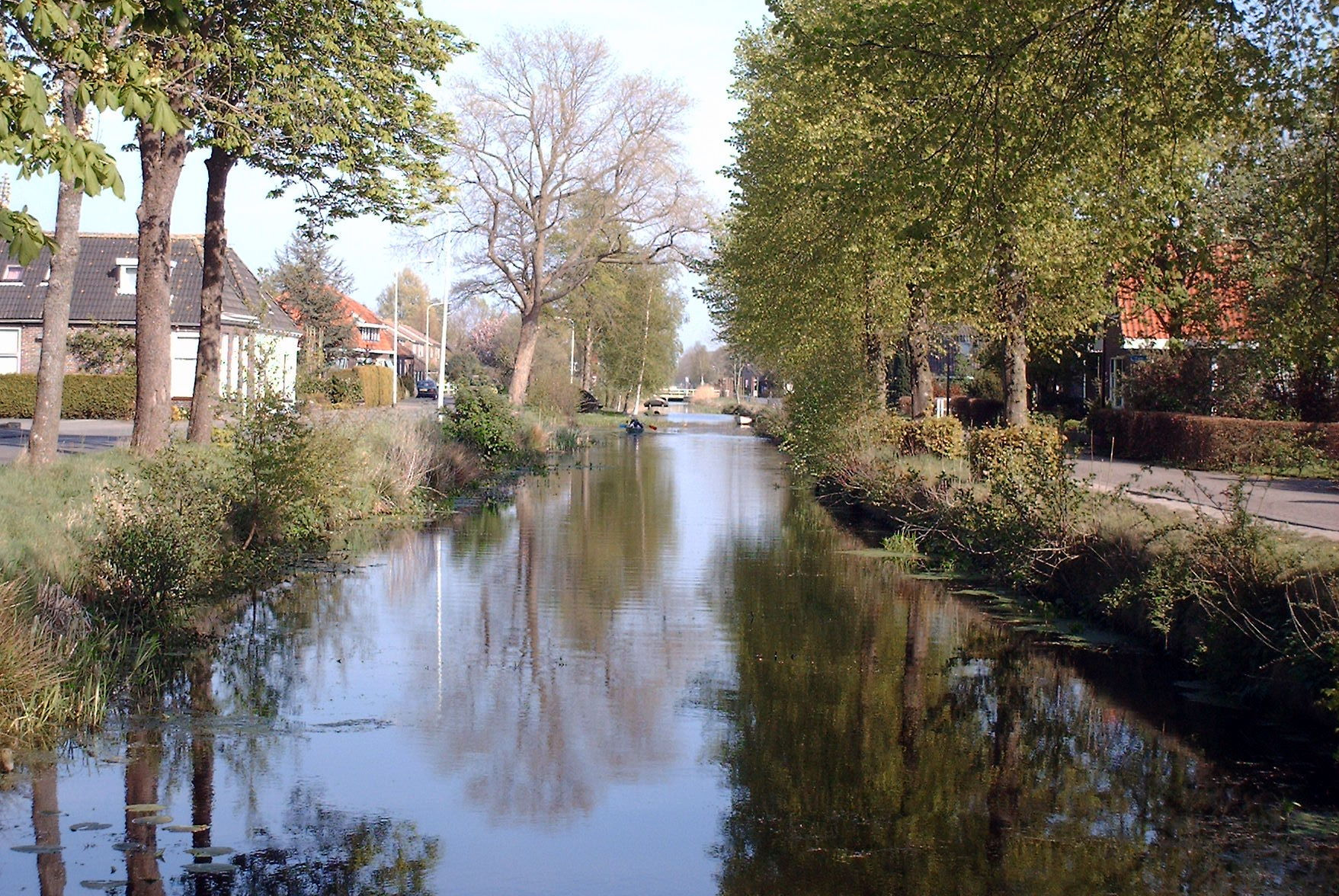
Schoterlandse Compagnonsvaart

## Geboren
januari

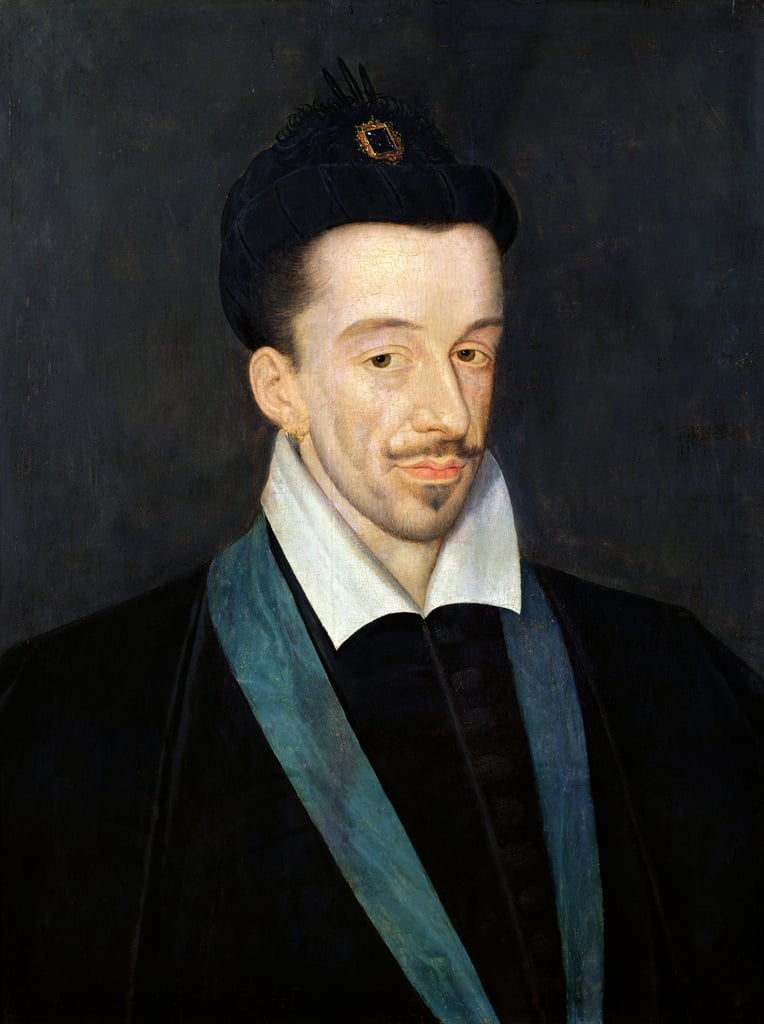
Hendrik III van Frankrijk

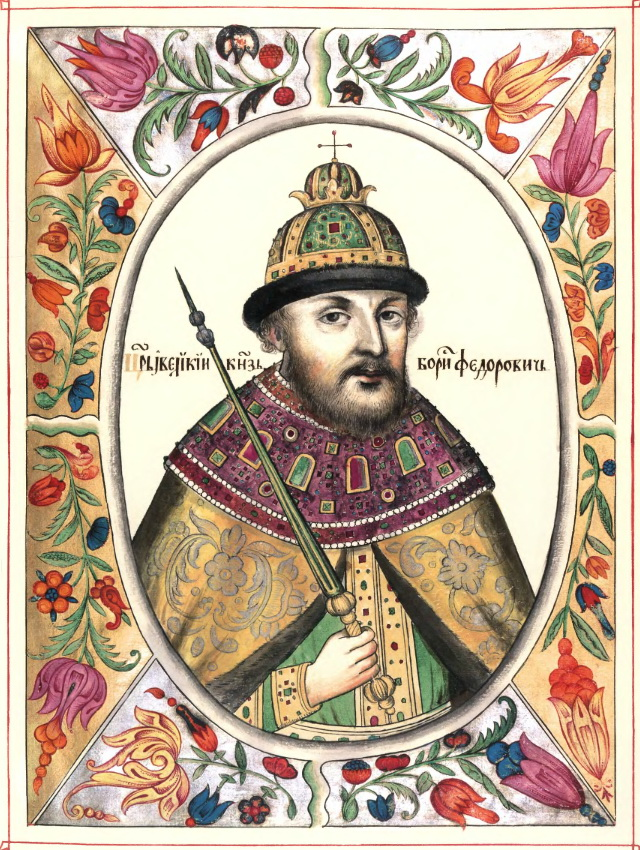
Boris Godoenov

- 14 - Abu 'l-Fazl ibn-Mubarak, Indiaas schrijver en staatsman

maart
- 21 - Maria Anna van Beieren, echtgenote van Karel II van Oostenrijk

april
- 30 - Jacopo Chimenti, Italiaans kunstschilder

mei
- 17 - Martinus Antonius Del Rio, Zuid-Nederlands ambtenaar en theoloog

juli
- 18 - Catherina van Guise, Frans edelvrouw

augustus
- 31 - Lothar van Metternich, keurvorst-aartsbisschop van Trier

september
- 19 - Hendrik III, koning van Frankrijk (1574-1589) en Polen (1573-1574)

november
- 28 - Andreas Van Hoye, Zuid-Nederlands schrijver

zonder datum
- Willem van Bergen, Zuid-Nederlands prelaat
- Elisabeth van Bronckhorst, Nederlands edelvrouw
- Jan Curtius, Luiks wapenhandelaar
- Jacob Despars, Zuid-Nederlands politicus
- Anna van Lippe, Duits edelvrouw
- Magdalena van Neuenahr, Duits edelvrouw
- Antoine de Paule, grootmeester van de Orde van Malta
- Armgard van Rietberg, Duits edelvrouw
- Maurits van Saksen-Lauenburg, Duits edelman
- Ercole Sassonia, Italiaans medicus
- Anna Amalia van Sayn, Duits edelvrouw
- Roberto Titi, Italiaans wetenschapper
- Lubbert Torck, Nederlands edelman
- Hendrik van Valois, Frans koningszoon

jaartal bij benadering
- Jeremias Bastingius, Nederlands theoloog
- Boris Godoenov, tsaar van Rusland (1598-1605)

## Overleden
januari

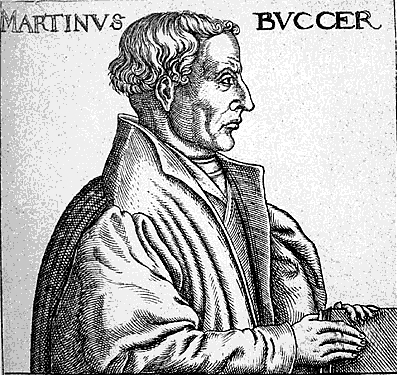
Martin Bucer

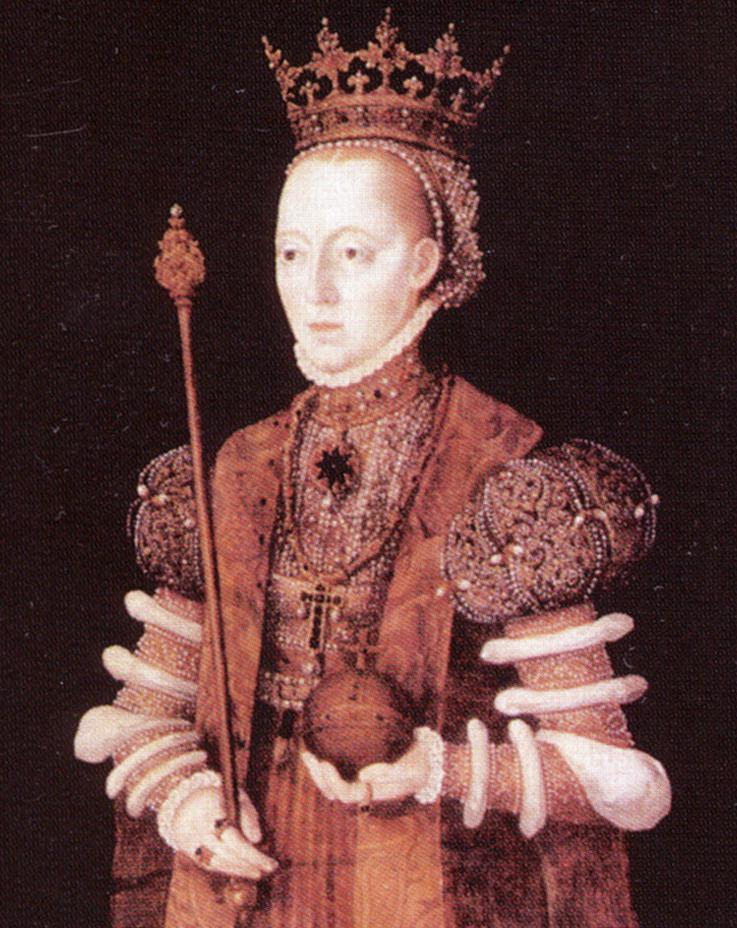
Margaretha Leijonhufvud

- 18 - Jan VIII van Merode (~56), Zuid-Nederlands edelman

februari
- 4 - Johan IV van Anhalt (46), Duits edelman

maart
- 1 - Martin Bucer (59), Duits theoloog en kerkhervormer
- 16 - George van Hohenlohe-Waldenburg (63), Duits edelman

april
- 8 - Oda Nobuhide (~40), Japans daimyo

mei
- 4 - Agnes van Twickelo (~40), Noord-Nederlands edelvrouw
- 18 - Domenico Beccafumi (~64), Italiaans kunstschilder

juli
- 13 - John Wallop (~61), Engels diplomaat
- Adriaen Isenbrant, Zuid-Nederlands kunstschilder

augustus
- 26 - Margaretha Leijonhufvud (35), echtgenote van Gustaaf I van Zweden

september
- 4 - Filips I van Brunswijk-Grubenhagen (~75), Duits edelman
- 22 - Frans III van Longueville (15), Frans edelman

oktober
- 16 - Margriet Herroes, Zuid-Nederlands hekserijverdachte

november
- 28 - Worp van Ropta (~47), Fries bestuurder

zonder datum
- Sebastián de Belalcázar (~71), Spaans conquistador
- Margaretha van Glymes (~70), Nederlands edelvrouw
- Anna van Wickede (~64), Noord-Nederlands edelvrouw

jaartal bij benadering
- Conrat Meit, Duits-Nederlands beeldhouwer (jaartal bij benadering)
- Ngawang Chödrag, Tibetaans geestelijk leider (jaartal bij benadering)